# Gruffy
Gruffy is een gemeente in het Franse departement Haute-Savoie (regio Auvergne-Rhône-Alpes) en telt 1327 inwoners (2004). De plaats maakt deel uit van het arrondissement Annecy.

## Geografie
De oppervlakte van Gruffy bedraagt 14,4 km², de bevolkingsdichtheid is 92,2 inwoners per km².
De onderstaande kaart toont de ligging van Gruffy met de belangrijkste infrastructuur en aangrenzende gemeenten.

## Demografie
Onderstaande figuur toont het verloop van het inwonertal (bron: INSEE-tellingen).